# برج سكيلون
برج سكيلون :(بالإنجليزية: Skylon Tower)‏، الواقع في شلالات نياجرا، أونتاريو، هو برج مراقبة يطل على كل من الشلالات الأمريكية من ناحية نيويورك، وأكبر الشلالات المعروف باسم حدوة الحصان، من ناحية أونتاريو الكندية من نهر نياجرا.

## صور

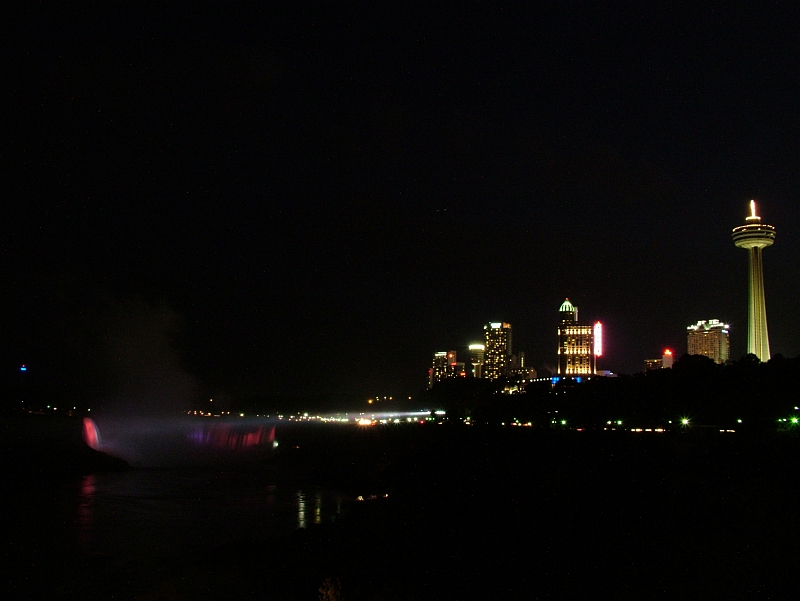
برج سكيلون (إلى اليمين) وشلال حدوة الحصان في نياجرا ليلا.
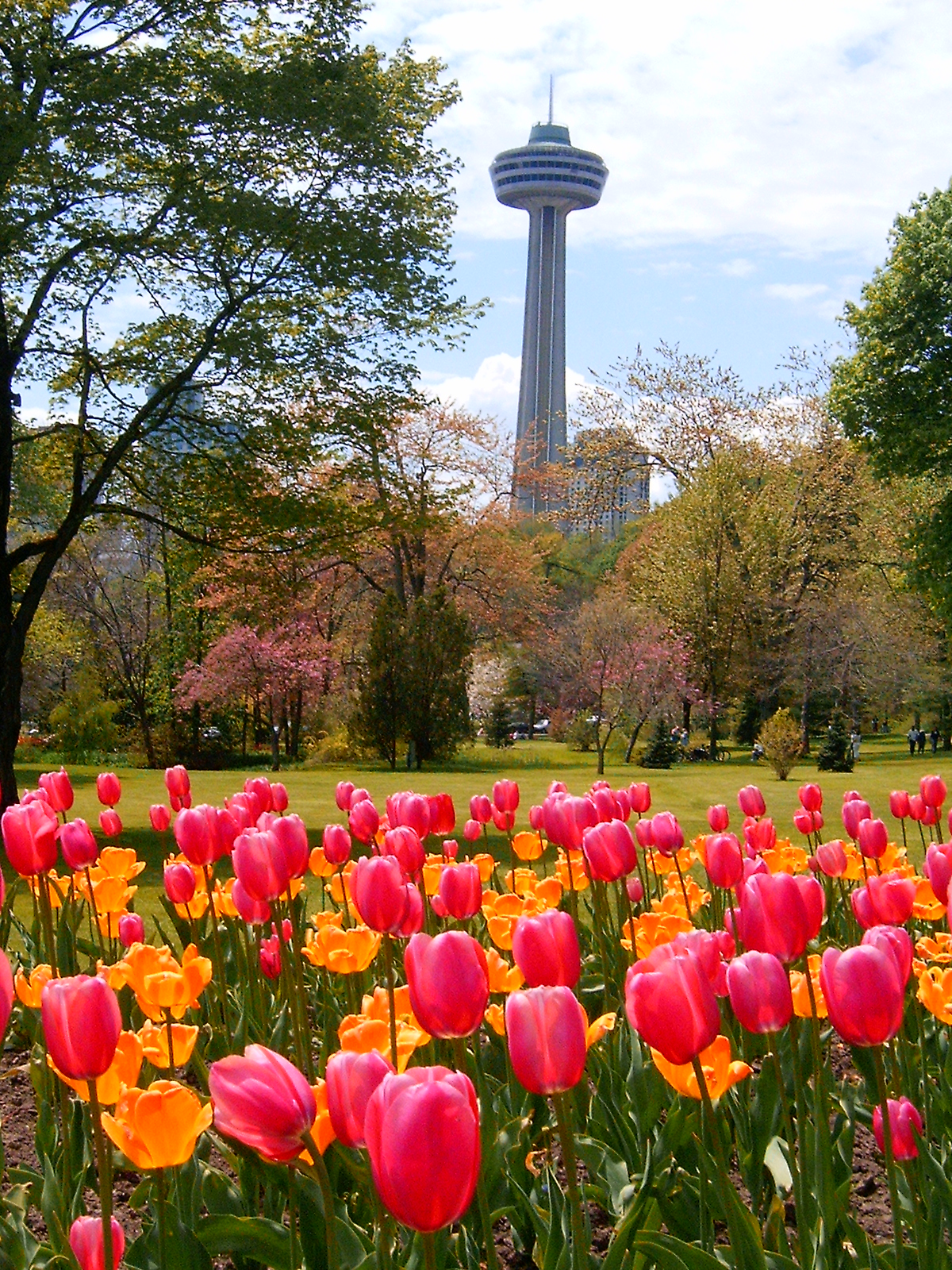
إطلالة بانورامية على البرج من باركواي خلال تفتح زهور الأقحوان في فصل الربيع.
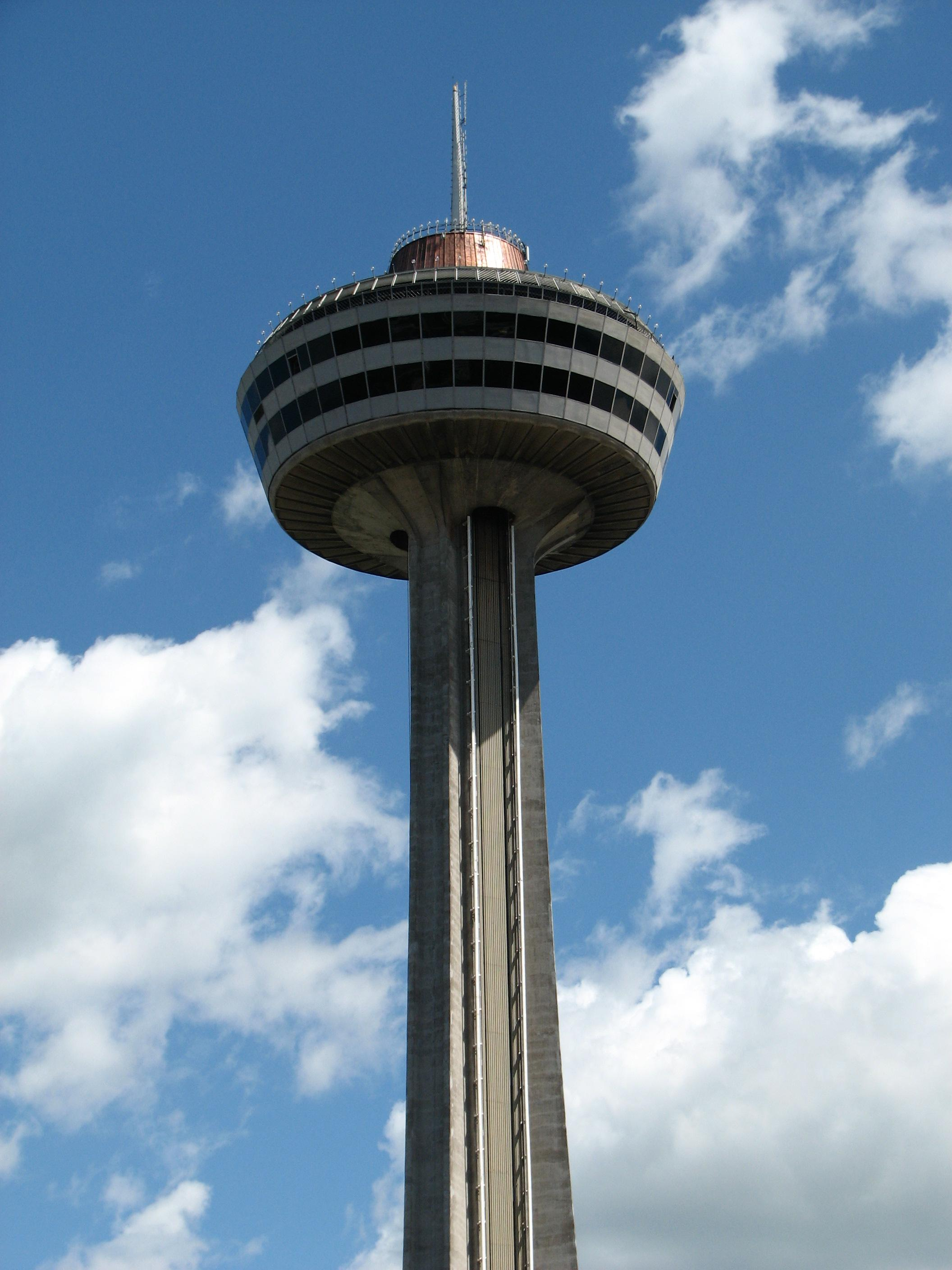
إطلالة من الجزء العلوي من البرج مع قبة نحاسية صقلت ولمعت حديثا .
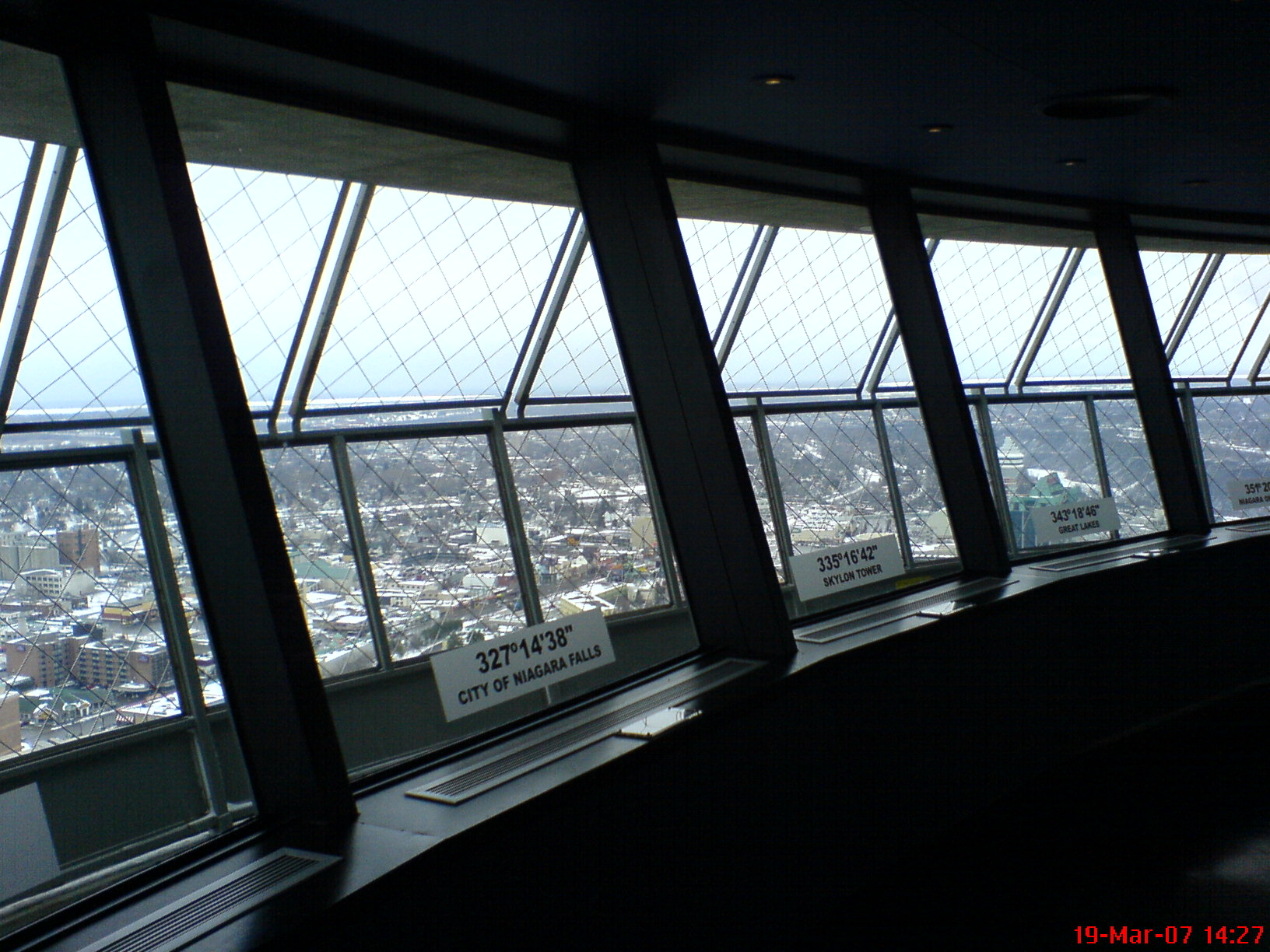
منظر من أعلى برج سكيلون.
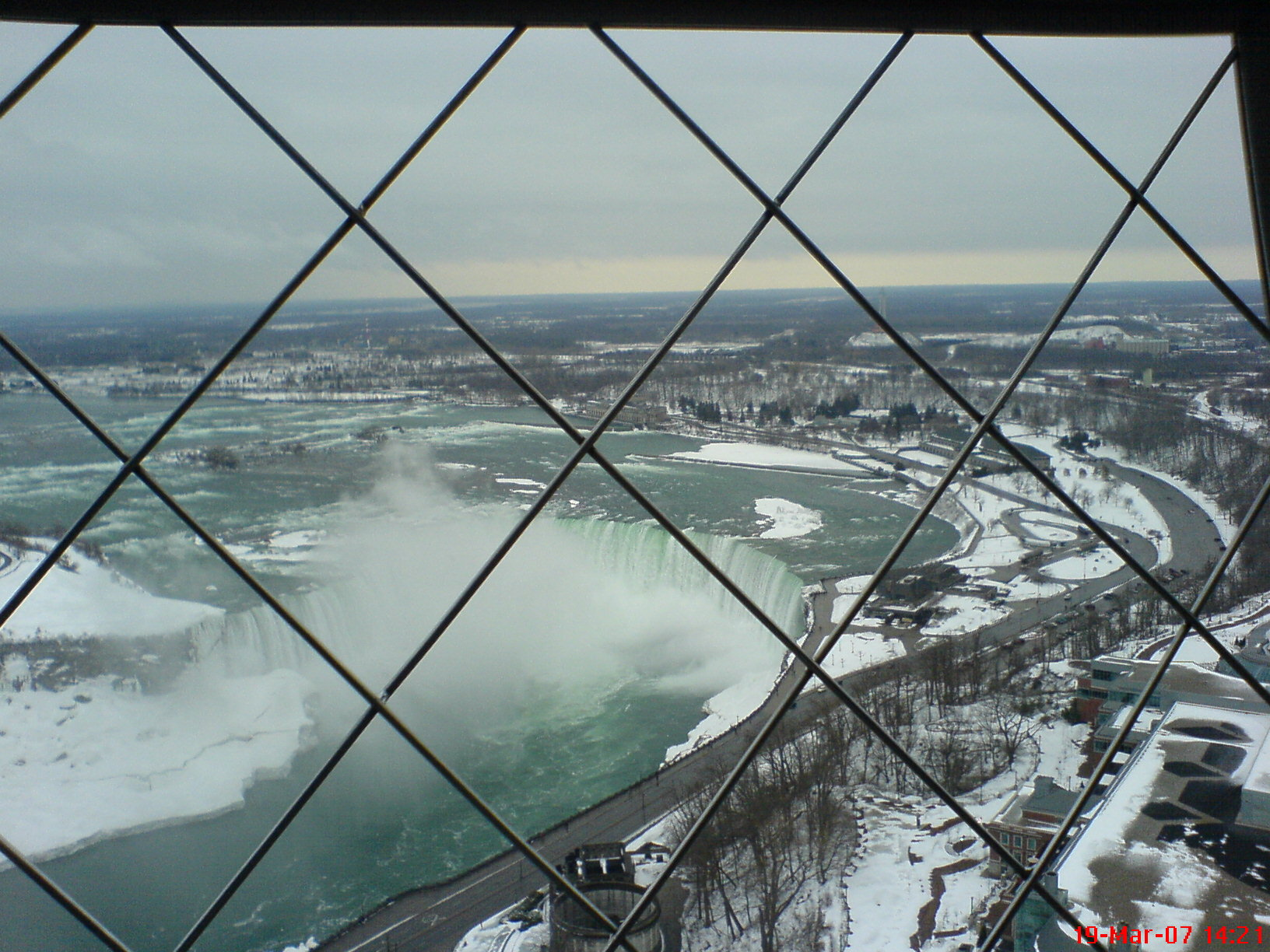
منظر لشلال حدوة الحصان من برج سكيلون.
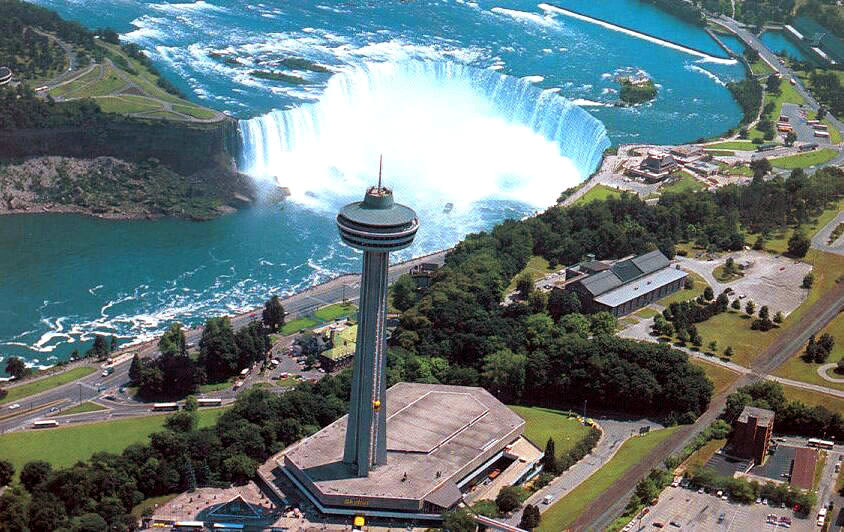
برج سكيلون كما يرى من طائرة هليكوبتر